# Pfuri, Gorps und Kniri
Pfuri, Gorps und Kniri, stylisé Pfuri, Gorps & Kniri, est un groupe suisse de folk et blues, actif entre 1974 et 1981.

## Histoire
Pfuri Baldenweg, Anthony « Gorps » Fischer et Kniri Knaus forment le groupe en 1974. La spécificité du groupe est de faire de la musique avec des objets de tous les jours tels que des tondeuses à gazon, des poubelles, des sacs en plastique, des pièges à souris et des tuyaux d'arrosage. Le trio joue ses propres compositions et réinterprète de vieux blues et des chansons folkloriques.
Le groupe apparaît au festival de Roskilde en 1978 et au Montreux Jazz Festival en 1977 et 1979. En outre, il participe avec Peter, Sue et Marc au Concours Eurovision de la chanson 1979 avec Trödler und Co qui finit dixième. En plus de leurs concerts, le groupe se fait connaître à la télévision dans des émissions populaires telles que Peter-Alexander-Show, Bio's Bahnhof, le festival de la Rose d'or ou 1, 2 oder 3.
Le groupe se sépare en 1981.

## Discographie

### Albums studio
- 1976 : Leiff
- 1977 : Montreux Live
- 1980 : Sack 'n' Roll

### Singles
- 1979 : Trödler and Co / Groovy Musik (avec Peter, Sue & Marc)
- 1979 : Camping / Der Rasenmäher
- 1980 : Cash Box / My Old Mowin’ Machine